# Svercus palmetorum
Svercus palmetorum är en insektsart som först beskrevs av Krauss 1902.  Svercus palmetorum ingår i släktet Svercus och familjen syrsor.

## Underarter
Arten delas in i följande underarter:
- S. p. geonomes
- S. p. palmetorum